# Antoni Woliński
Antoni Roman Woliński (ur. 29 grudnia 1871 w Radomyślu Wielkim, zm. 14 listopada 1948) – polski właściciel ziemski, kupiec, przemysłowiec.

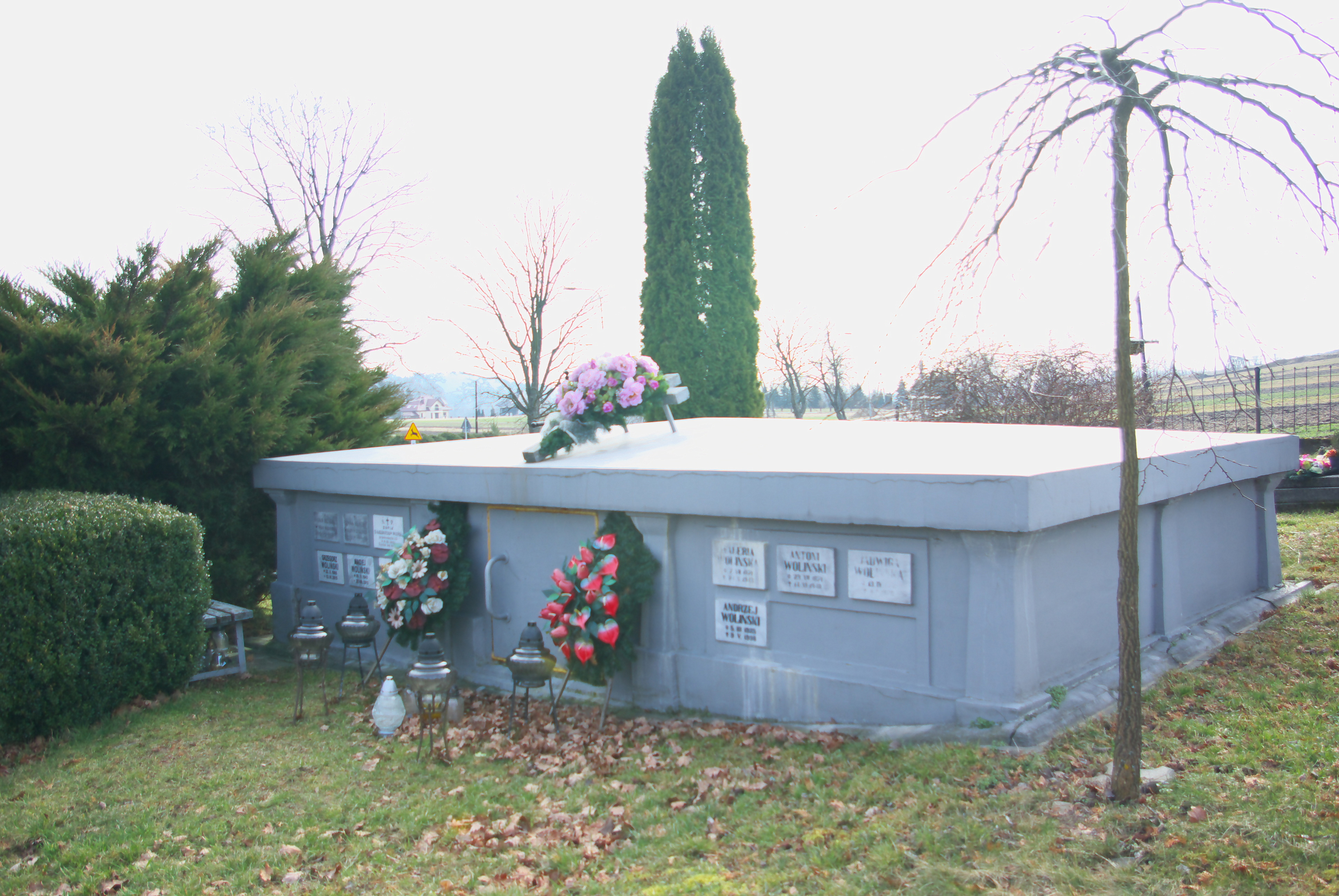
Grobowiec rodziny Wolińskich

## Życiorys
Antoni Roman Woliński urodził się 29 grudnia 1871 w Radomyślu Wielkim jako syn Grzegorza i Agnieszki z domu Iwańskiej. Przed 1939 był właścicielem ziemskim dóbr we wsiach Trepcza i Falejówka. Przed 1914 prowadził firmę eksportową zajmującą się obrotem trzody tucznej. Po wybuchu I wojny światowej od 9 września 1914 wraz z bliskimi przebywał w Wiedniu. W grudniu 1917 został prezesem Polskiego Związku Kupców Bydła i Nierogacizny z siedzibą w Krakowie.
Od 1910 jako asesor ze stanu kupieckiego został powołany do sądowego senatu dla spraw handlowych przy c. k. Sądzie Obwodowym w Sanoku z tytułem cesarskiego radcy (wraz z nim mianowany Michał Pollak) i pełnił funkcję w kolejnych latach, w tym podczas I wojny światowej do 1918. 
Był członkiem Towarzystwa Upiększania Miasta Sanoka. Był członkiem i działaczem sanockiego gniazda Polskiego Towarzystwa Gimnastycznego „Sokół”; po 1900 jako członek wydziału i skarbnik, działał we władzach wydziału pełniąc funkcję zastępcy wydziałowego. Na przełomie lipca i sierpnia 1911 został członkiem dyrekcji Domu Handlowo-Przemysłowego w Sanoku. W październiku 1911 został zastępcą członka komisji powszechnego podatku zarobkowego III klasy. Pod koniec 1912 został wybrany członkiem wydziału „Towarzystwa Bursy”, sprawującego pieczę nad Bursą Jubileuszową im. Cesarza Franciszka Józefa w Sanoku. Został wiceprezesem rady Banku Kupiectwa Polskiego z siedzibą w Warszawie, zatwierdzonego w 1919 i posiadającego także oddział w Sanoku w domu własnym. 
Jego żoną była Waleria z domu Henkiewicz (ur. 7 grudnia 1871, zm. 24 października 1943). Miał dzieci: Kazimierza Jana (ur. 1897), Mieczysława Piotra (ur. 1898), Witolda (ur. 1901), Wandę Antoninę (1910-1911).
Do końca życia zamieszkiwał pod adresem Trepcza 1. Zmarł 14 listopada 1948. Został pochowany w grobowcu rodzinnym na cmentarzu w Trepczy 17 listopada 1948.